# Centro Deportivo Čair
El Centro Deportivo Čair (en serbio: Спортски центар Чаир) es una arena localizada en Niš, una localidad del país europeo de Serbia. El aforo del estadio es de 5000 espectadores para eventos deportivos y 6500 en los conciertos. Es el pabellón de los equipos de baloncesto y voleibol KK Konstantin. El polideportivo fue completamente reconstruido en 2011 para colocarlo en sus condiciones iniciales con el fin de albergar la fase de grupos del Campeonato de Europa de balonmano masculino de 2012. 